# Austria en el Festival de la Canción de Eurovisión 2022
Austria participó en el LXVI Festival de la Canción de Eurovisión, que se celebró en Turín, Italia del 10 al 14 de mayo de 2022, tras la victoria de Måneskin con la canción «Zitti e buoni». La ORF, encargada de la participación austriaca en el festival, decidió utilizar un método de selección interna para elegir su representante en el festival eurovisivo, anunciando como representante al DJ LUM!X con la cantante Pia Maria con el uptempo dance «Halo».
Si bien el dúo no figuró entre los favoritos de las casas de apuestas, si se convirtió en una fan favourite para los seguidores del festival, llegándose a colocar en el 10° lugar en la OGAE Poll 2022, encuesta realizada entre las asociaciones de fanes del festival de los distintos países. Finalmente, Austria sería eliminada en la primera semifinal tras obtener 42 puntos que la ubicaron en 15.ª posición.

## Historia de Austria en el Festival
Austria debutó en el festival de Eurovisión en su segunda edición, en 1957. Desde entonces ha participado en 53 ocasiones, habiendo ganado dos veces: en 1966 con Udo Jürgens con la canción «Mercie, Chérie» y en 2014, con Conchita Wurst y la balada «Rise Like a Phoenix». Desde la introducción de las semifinales de 2004, Austria ha clasificado a la final en 5 ocasiones, mejorando notablemente su trayectoria en el concurso desde su regreso en 2011, tras su pausa del festival de cuatro años. Por otra parte, Austria ha finalizado en el último lugar del festival en 8 ocasiones, incluyendo cuatro de ellas con 0 puntos, siendo la última ocasión en 2015 en calidad de anfitrión.
En 2021, el cantante austriaco de origen filipino Vincent Bueno, no clasificó a la final terminando en 12.ª posición con 66 puntos en la semifinal 2, con el tema «Amen».

## Representante para Eurovisión

### Elección Interna
Austria decidió continuar con un método de selección interna para definir a su representante en el Festival de la Canción de Eurovisión de 2022. Eberhard Forcher fue el responsable de la nominación y selección de candidatos para la ORF. En noviembre de 2021, Forcher reveló que la lista de candidatos ya había sido reducida a 4 candidatos: un dúo electrónico originario de Bolzano (Italia), una cantante con una canción que fusiona el electro-swing con el dance, un grupo con una candidatura funk «pero no agresiva» y un popular DJ con una joven cantante. En enero de 2022, la prensa local reveló que estos 4 candidatos se trataban respectivamente de ANGER, DelaDap, Candlelight Ficus y LUM!X. El 4 de febrero de 2022 a través de la cuenta de Facebook de Forcher reveló los 24 artistas candidatos involucrados en el proceso y agradeciendo su participación:
| - Sladek - Rydell - Candlelight Ficus - Deladap - Benny König - Lumix | - Anger - Matthias Nebel - Teodora Spirić - Selina Maria (Sålina) - Poxrucker Sisters - Serenity | - Diego Federico - Slomo - MIBLU - Popmaché - Gary Lux - Freude | - Der traurige Gärtner - Rian - Christl - Visions of Atlantis - Fred Owusu - Max the Sax |

Para entonces, la prensa local ya había anunciado que la ORF ya se encontraba en la decisión final entre dos candidatos: el dúo ANGER con el tema «Das Meer» y el DJ LUM!X con «Halo». Finalmente, el 8 de febrero a través de la web oficial de Eurovisión se anunció que «Halo» había sido seleccionada como la candidatura de Austria para el festival, interpretada por el DJ LUM!X con la joven cantante Pia Maria. El tema de género EDM está compuesto por el propio LUM!X (cuyo nombre real es Luca Michlmayr) junto a Anders Nilsen, Gabriele Ponte, Rasmus Flyckt y Sophie Alexandra Tweed-Simmons. El día 11 de marzo la canción fue lanzada en la cadena de radio Ö3-Wecker junto al videoclip oficial en YouTube que posteriormente fue estrenado en el programa matutino Buenos Días, Austria.

## En Eurovisión
De acuerdo a las reglas del festival, todos los concursantes iniciaron desde las semifinales, a excepción del anfitrión (en este caso, Italia) y el Big Five compuesto por Alemania, España, Francia, la misma Italia y Reino Unido. En el sorteo realizado el 25 de enero de 2022, Austria fue sorteada en la primera semifinal del festival. En este mismo sorteo, se determinó que participaría en la segunda mitad de la semifinal (posiciones 10-18). Semanas después, ya conocidos los artistas y sus respectivas canciones participantes, la producción del programa dio a conocer el orden de actuación, determinando que el país participaría en la decimotercera posición, precedida por Dinamarca y seguida de Islandia.
Los comentarios para Austria corrieron por undécima ocasión consecutiva por parte de Andi Knoll en la transmisión por televisión mientras que por radio fue comentada por Kurdwin Ayub, Florian Alexander, Hannes Duscher y Roland Gratzer. Por tercera ocasión consecutiva, el portavoz de la votación del jurado profesional austriaco fue actor y presentador de radio, Philipp Hansa.

### Semifinal 1

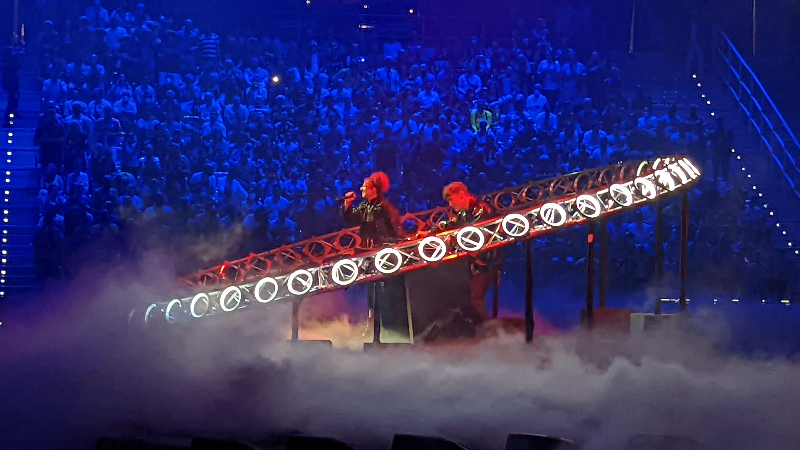
LUM!X & Pia María durante la primera semifinal.

LUM!X & Pía María tomaron parte de los ensayos los días 1 y 4 de mayo así como de los ensayos generales con vestuario de la primera semifinal los días 9 y 10 de mayo. El ensayo general de la tarde del 9 fue tomado en cuenta por los jurados profesionales para emitir sus votos, que representaron el 50% de los puntos. Austria se presentó en la posición 13, detrás de Islandia y por delante de Dinamarca.
La actuación austriaca fue conceptualizada por Marvin Dietmann junto a Dan Shipton. La actuación tuvo a ambos componentes del dueto en medio de una estructura circular gigante junto con un set de DJ que iba creando distintos juegos de luces durante la canción. El escenario fue iluminado de color rojo con el uso de pirotecnia para la parte de la final junto a distintos efectos de flashes por medio de las luces del arco del escenario.
Al final del show, Austria no fue anunciada como uno de los países clasificados para la gran final. Los resultados revelados una vez terminado el festival, posicionaron a Austria en 15° lugar de la semifinal con un total de 42 puntos, habiendo obtenido la 17.ª y última posición del jurado profesional con solo 6 puntos y el 11° lugar del televoto con 36 puntos.

### Votación

#### Puntuación a Austria

##### Semifinal 1
| Jurado    | Jurado                                 | Jurado              | Jurado                                   | Jurado    |
| 12 puntos | 10 puntos                              | 8 puntos            | 7 puntos                                 | 6 puntos  |
| --------- | -------------------------------------- | ------------------- | ---------------------------------------- | --------- |
|           |                                        |                     |                                          |           |
| 5 puntos  | 4 puntos                               | 3 puntos            | 2 puntos                                 | 1 punto   |
|           |                                        | - Italia            | - Grecia                                 | - Francia |
| Televoto  |                                        |                     |                                          |           |
| 12 puntos | 10 puntos                              | 8 puntos            | 7 puntos                                 | 6 puntos  |
|           |                                        |                     |                                          |           |
| 5 puntos  | 4 puntos                               | 3 puntos            | 2 puntos                                 | 1 punto   |
| - Armenia | - Albania - Croacia - Islandia - Suiza | - Noruega - Ucrania | - Dinamarca - Grecia - Italia - Moldavia | - Letonia |

#### Votación realizada por Austria
| Puntos    | Jurado       | Televoto     |
| --------- | ------------ | ------------ |
| 12 puntos | Armenia      | Ucrania      |
| 10 puntos | Portugal     | Moldavia     |
| 8 puntos  | Países Bajos | Armenia      |
| 7 puntos  | Suiza        | Noruega      |
| 6 puntos  | Grecia       | Croacia      |
| 5 puntos  | Dinamarca    | Países Bajos |
| 4 puntos  | Noruega      | Lituania     |
| 3 puntos  | Croacia      | Suiza        |
| 2 puntos  | Islandia     | Albania      |
| 1 punto   | Letonia      | Portugal     |

| Puntos    | Jurado       | Televoto    |
| --------- | ------------ | ----------- |
| 12 puntos | Reino Unido  | Ucrania     |
| 10 puntos | Portugal     | Serbia      |
| 8 puntos  | Países Bajos | Reino Unido |
| 7 puntos  | Suecia       | Moldavia    |
| 6 puntos  | Armenia      | Suecia      |
| 5 puntos  | Noruega      | Noruega     |
| 4 puntos  | Grecia       | Polonia     |
| 3 puntos  | Italia       | Italia      |
| 2 puntos  | España       | Alemania    |
| 1 punto   | Suiza        | España      |

##### Desglose
El jurado austríaco estuvo compuesto por:
- Die Mayerin
- Simone
- Tina Naderer
- Wolfgang Lindner
- Thorsteinn Einarsson

| Semifinal 1 | Semifinal 1  | Semifinal 1                | Semifinal 1                | Semifinal 1                | Semifinal 1                | Semifinal 1                | Semifinal 1                | Semifinal 1                | Semifinal 1                | Semifinal 1                |
| N.º         | País         | Jurado                     | Jurado                     | Jurado                     | Jurado                     | Jurado                     | Jurado                     | Jurado                     | Televoto                   | Televoto                   |
| N.º         | País         | Jurado A                   | Jurado B                   | Jurado C                   | Jurado D                   | Jurado E                   | Ranking                    | Puntos                     | Ranking                    | Puntos                     |
| ----------- | ------------ | -------------------------- | -------------------------- | -------------------------- | -------------------------- | -------------------------- | -------------------------- | -------------------------- | -------------------------- | -------------------------- |
| 01          | Albania      | 16                         | 16                         | 16                         | 16                         | 15                         | 16                         |                            | 9                          | 2                          |
| 02          | Letonia      | 14                         | 14                         | 7                          | 3                          | 13                         | 10                         | 1                          | 16                         |                            |
| 03          | Lituania     | 6                          | 15                         | 13                         | 11                         | 9                          | 12                         |                            | 7                          | 4                          |
| 04          | Suiza        | 9                          | 8                          | 4                          | 2                          | 4                          | 4                          | 7                          | 8                          | 3                          |
| 05          | Eslovenia    | 13                         | 13                         | 14                         | 15                         | 12                         | 15                         |                            | 12                         |                            |
| 06          | Ucrania      | 7                          | 5                          | 11                         | 14                         | 11                         | 11                         |                            | 1                          | 12                         |
| 07          | Bulgaria     | 11                         | 12                         | 10                         | 13                         | 14                         | 13                         |                            | 15                         |                            |
| 08          | Países Bajos | 8                          | 1                          | 3                          | 7                          | 2                          | 3                          | 8                          | 6                          | 5                          |
| 09          | Moldavia     | 12                         | 11                         | 15                         | 12                         | 16                         | 14                         |                            | 2                          | 10                         |
| 10          | Portugal     | 2                          | 9                          | 5                          | 1                          | 1                          | 2                          | 10                         | 10                         | 1                          |
| 11          | Croacia      | 4                          | 6                          | 6                          | 10                         | 7                          | 8                          | 3                          | 5                          | 6                          |
| 12          | Dinamarca    | 5                          | 7                          | 2                          | 6                          | 10                         | 6                          | 5                          | 14                         |                            |
| 13          | Austria      | -------------------------- | -------------------------- | -------------------------- | -------------------------- | -------------------------- | -------------------------- | -------------------------- | -------------------------- | -------------------------- |
| 14          | Islandia     | 10                         | 10                         | 12                         | 4                          | 8                          | 9                          | 2                          | 11                         |                            |
| 15          | Grecia       | 3                          | 3                          | 8                          | 9                          | 6                          | 5                          | 6                          | 13                         |                            |
| 16          | Noruega      | 15                         | 2                          | 9                          | 5                          | 5                          | 7                          | 4                          | 4                          | 7                          |
| 17          | Armenia      | 1                          | 4                          | 1                          | 8                          | 3                          | 1                          | 12                         | 3                          | 8                          |

| Final | Final           | Final    | Final    | Final    | Final    | Final    | Final   | Final  | Final    | Final    |
| N.º   | País            | Jurado   | Jurado   | Jurado   | Jurado   | Jurado   | Jurado  | Jurado | Televoto | Televoto |
| N.º   | País            | Jurado A | Jurado B | Jurado C | Jurado D | Jurado E | Ranking | Puntos | Ranking  | Puntos   |
| ----- | --------------- | -------- | -------- | -------- | -------- | -------- | ------- | ------ | -------- | -------- |
| 01    | República Checa | 15       | 10       | 11       | 17       | 21       | 15      |        | 21       |          |
| 02    | Rumania         | 23       | 18       | 24       | 24       | 22       | 25      |        | 11       |          |
| 03    | Portugal        | 2        | 9        | 1        | 4        | 1        | 2       | 10     | 19       |          |
| 04    | Finlandia       | 16       | 19       | 23       | 21       | 20       | 22      |        | 13       |          |
| 05    | Suiza           | 9        | 15       | 9        | 7        | 11       | 10      | 1      | 16       |          |
| 06    | Francia         | 17       | 24       | 22       | 25       | 24       | 24      |        | 14       |          |
| 07    | Noruega         | 8        | 4        | 12       | 6        | 5        | 6       | 5      | 6        | 5        |
| 08    | Armenia         | 3        | 7        | 3        | 8        | 8        | 5       | 6      | 15       |          |
| 09    | Italia          | 18       | 12       | 4        | 3        | 9        | 8       | 3      | 8        | 3        |
| 10    | España          | 10       | 5        | 8        | 10       | 13       | 9       | 2      | 10       | 1        |
| 11    | Países Bajos    | 5        | 3        | 5        | 5        | 2        | 3       | 8      | 12       |          |
| 12    | Ucrania         | 7        | 14       | 21       | 22       | 17       | 14      |        | 1        | 12       |
| 13    | Alemania        | 22       | 17       | 16       | 12       | 4        | 11      |        | 9        | 2        |
| 14    | Lituania        | 11       | 20       | 20       | 14       | 15       | 17      |        | 18       |          |
| 15    | Azerbaiyán      | 21       | 25       | 10       | 23       | 10       | 16      |        | 25       |          |
| 16    | Bélgica         | 25       | 23       | 14       | 13       | 16       | 20      |        | 23       |          |
| 17    | Grecia          | 6        | 6        | 7        | 9        | 6        | 7       | 4      | 22       |          |
| 18    | Islandia        | 14       | 16       | 13       | 11       | 7        | 12      |        | 24       |          |
| 19    | Moldavia        | 13       | 22       | 19       | 20       | 23       | 21      |        | 4        | 7        |
| 20    | Suecia          | 4        | 2        | 6        | 1        | 14       | 4       | 7      | 5        | 6        |
| 21    | Australia       | 19       | 13       | 17       | 15       | 19       | 18      |        | 20       |          |
| 22    | Reino Unido     | 1        | 1        | 2        | 2        | 3        | 1       | 12     | 3        | 8        |
| 23    | Polonia         | 24       | 11       | 18       | 18       | 18       | 19      |        | 7        | 4        |
| 24    | Serbia          | 20       | 21       | 25       | 19       | 25       | 23      |        | 2        | 10       |
| 25    | Estonia         | 12       | 8        | 15       | 16       | 12       | 13      |        | 17       |          |